# Hawalga, Afzalpur
Hawalga là một làng thuộc tehsil Afzalpur, huyện Gulbarga, bang Karnataka, Ấn Độ.